# LY-272,015
LY-272,015 je derivat beta-karbolina. Ovaj lek je razvila kompanija Eli Lili. On deluje kao potentan i selektivan antagonist serotoninskog  receptora. On pokazuje antihipertenzivna svojstva u životinjskim modelima, a takođe se koristi u istraživanjima drugih funkcija  receptora.

## Spoljašnje veze
|  | Molimo Vas, obratite pažnju na važno upozorenje u vezi sa temama iz oblasti medicine (zdravlja). |